# 乳糖操縱子
乳糖操縱子(英語：lac operon) 是一個在大腸桿菌及其他腸道菌群內負責乳糖的運輸及代謝的诱导操縱子。儘管葡萄糖是大多數細菌的首選碳源，但是當葡萄糖無法通過β-半乳糖苷酶的活性被獲得時，乳糖操縱子可以有效地消化乳糖。乳糖操縱子基因調控是第一個被清楚了解的遺傳調控機制，因此它已成為原核生物的基因調控的最重要样例之一。乳糖操縱子也因此經常被在分子和細胞生物學入門課程中被討論。方斯華·賈克柏及賈克·莫諾研究确定了这种乳糖代谢系统，发现了細胞合成不同酶的机制。 他們关于乳糖操縱子的研究成果獲得了1965年诺贝尔生理学或医学奖。
乳糖操縱子包含了三個相連的結構基因，啟動子、終止子及操縱基因。乳糖操縱子受多種因素所調控，包括葡萄糖及乳糖的含量。

## 操縱子結構
乳糖操縱子包含三個結構基因：啟動子、終止子及操縱基因。這三個結構基因稱為lacZ、lacY及lacA。lacZ編碼β-半乳糖苷酶，這是一種将雙糖乳糖水解為葡萄糖与半乳糖两个单糖的酶。lacY編碼β-半乳糖苷通透酶，這是一種穿过細胞膜的膜转运蛋白，負責將乳糖转运入細胞中。lacA編碼β-半乳糖苷乙醯基轉移酶，這是一種酶將乙醯基從乙醘輔酶A轉移至β-半乳糖苷。當中只有lacZ及lacY在乳糖的分解代謝是必須的。
乳糖操縱子基因的獨特控制受細菌乳糖底物的存在影響。當乳糖不作為唯一碳源存在時，細菌就不會產生蛋白質。乳糖操縱子基因會組成操縱子：它們會在染色體附近被導向成同一方向，並會一併轉錄成單一多基因性的mRNA分子。所有基因的轉錄會由RNA聚合酶（一個DNA結合蛋白）與一個位於基因上游獨特的DNA結合位點結合開始，這個位點稱為啟動子。由這個位點開始，RNA聚合酶會開始轉錄所有三個基因（lacZYA）為mRNA。大腸桿菌乳糖操縱子的DNA序列（lacZYA mRNA）及lacI基因都在基因庫中可以找到。.
對乳糖的調控反應需要一個細胞內的調節蛋白，稱為乳糖阻遏物。lacI基因會為位於乳糖操縱子附近的阻遏基因編碼，並且會表現出來。如果在生長環境中缺乏乳糖，阻遏物會緊密地與位於啟動子下游接近LacZ的短DNA序列（稱為乳糖操縱基因）結合。與操縱基因結合的阻遏物會干擾RNA聚合酶與啟動子的結合，所以mRNA可以在很低水平的情況下為LacZ及LacY編碼。當細胞在有乳糖的環境下成長時，稱為異乳糖的乳糖代謝物會與阻遏物結合，容許RNA聚合酶轉錄乳糖基因，並從而引發高水平的編碼蛋白。
以下的圖片總結了以上的反應。

### 遺傳學命名法
細菌顯型，包括大腸桿菌在內，都會用三個字母來描述。就如Lac是指使用乳糖的能力、His就是指合成組氨酸的能力、Mot是指運動力及Str是指對鏈黴素的反應。在Lac的情況下，野生型細胞都是Lac+及能夠使用乳糖作為碳源及能源；而Lac-突變體則不能使用乳糖。相同但細階的字母一般都會用來標示涉及特定顯型的基因，而每一個不同的基因就會額外加上一個分別的字母。而替lac基因編碼的酶就是lacZ、lacY及lacA。第四種lac基因是lacI，是用來為乳糖阻遏基因編碼：I代表可誘導性。這樣可以分別結構基因編碼酶及影響基因表現的調控基因編碼酶。現時這種命名法亦適用於蛋白質上：如LacZ就是lacZ基因β-半乳糖苷酶的產物。多種短序列並非基因亦會影響基因表現，包括lac啟動子（lac p）及lac操縱基因（lac o）。雖然這並非一般的用法，突變體的lac o因歷史關係會稱為lac oc。

## 乳糖類似物

### 取代半乳糖苷
一系列的乳糖衍生物或類似物被認為協助乳糖操縱子的工作。這些化合物主要是取代半乳糖苷，當中乳糖的葡萄糖部份被其他官能團所取代：

異丙基-β-D-硫代半乳糖苷

- 異丙基-β-D-硫代半乳糖苷（簡稱IPTG）是經常在均生理學上被用來作為乳糖操縱子的誘導物。IPTG與阻遏基因結合並使之不活躍，但卻非β-半乳糖苷酶的基底。IPTG在體內研究的一個優點是它不能被大腸桿菌所代謝，所以細胞的生長率在實驗中並非變數。再者，IPTG能在缺乏lacY基因下而有效地被運送。並且，由於細胞不會代謝IPTG，它的濃度在實驗中並不會改變。
- 苯基-β-D-半乳糖（簡稱phenyl-Gal）是β-半乳糖苷酶的基底，但不會阻止阻遏基因，所以並不是誘導物。由於野生型細胞生產非常少量β-半乳糖苷酶，它們不能倚靠phenyl-Gal作為碳源及能源來生長。缺乏阻褐基因的突變體可以在phenyl-Gal上生長。所以，在只有極微量phenyl-Gal的環境，對阻遏基因突變體及操縱基因突變體是有選擇性的。若108的野生型細胞在含有phenyl-Gal的培養基中生長，那少量的植菌都主要是影響阻遏基因的突變體。阻遏基因突變體及操縱基因突變體的相對分佈是被目標尺寸所影響，即每種突變所產生的DNA的不同變化數量。由於lacI基因編碼阻遏基因是約操縱基因的50倍，阻遏基因突變體會支配選擇。

### 指示劑
其他化合物則作為β-半乳糖苷酶活動的顏色指示劑：
- 鄰硝基苯基-β-D-半乳糖苷（簡稱ONPG）會被分開來產生黃色的化合物：鄰硝基苯基。它一般會被用來作為β-半乳糖苷酶試管分析的基底。
- 5-溴-4-氯-3-吲哚-α-D-半乳糖苷（簡稱X-gal）會將產生β-半乳糖苷酶的殖菌轉為藍色。

### 異乳糖

異乳糖

異乳糖是乳糖的異構體，且是乳糖操縱子的誘導物。乳糖是半乳糖-(β1->4)-葡萄糖，而異乳糖則是半乳糖-(β1->6)-葡萄糖。乳糖會被β-半乳糖苷酶在非水解反應中轉變成異乳糖。
要顯示LacZ在產生真正大腸桿菌細胞的誘導者的角色，可以從觀測當在IPTG環境（非乳糖）下生長時，在沒有突變體的lacZ仍可產生LacY透性酶。這是因在處理乳糖成為異乳糖的過程是需要在細胞內產生誘導物。

## 調控突變體的分類
方斯華·賈克柏及賈克·莫諾在概念上的突破是辨認調控物質及它們改變基因表現的位點的分別。前身為一位士兵的賈克柏就以一個轟炸機作為類比：當轟炸機收到特別的無線電傳送或訊號時，就會釋放它那些致命的貨物。這個系統需要一個地上的發訊器及一個機上的接收器。若發訊器被破壞，這個系統可以透過使用另一個發訊器來繼續運作。相反，若轟炸機上的接收器是壞掉的，這就不可能更換另一架轟炸機。
為分析乳糖操縱子的調控突變體，賈克柏發展了一套系統將lac基因的複製本（即lacI連它的啟動子，與lacZYA連啟動子及操縱基因）引入一個細胞內。這樣生殖的細菌，一是lac基因有雙倍數量，或是正常的，並且會測試它們的調控顯型。特別地考慮的是LacZ及LazY在沒有IPTG下仍能被製造。這個實驗由於是以一對一對的基因來測試，故是為一種基因互補作用。
在上圖中顯示了這個實驗，當中為簡便而略去lacA。首先顯示了某些單倍體，即細胞只帶有單一的lac基因複製本。（a）表示了基因表現，（b）表示了IPTG的誘導，而（c）及（d）分別地表示了lacI基因及操縱基因突變的影響。在（e）中表示了阻褐基因的互補作用。若一個lac基因的複製本帶有lacI的突變體，但另一個複製本是lacI的野生型，得出的顯型會是正常，即缺乏IPTG下沒有LacZ表現。影響阻褐基因的突變體被稱為對野生型的「隱性」（而該野生型則是顯性），這是因阻褐基因是一細小的蛋白質可以滲透入細胞。鄰接損壞的lacI基因的乳糖操縱子複製本會有效地被lacI另一複製本所產生的蛋白質所阻礙。
若在相同的實驗使用操縱基因突變體，將會得出一個不同的結果（(f)）。帶有一個突變體及一個野生型操縱基因位點的細胞顯型會在缺乏誘導物IPTG下仍能產生LacZ及LacY。操縱基因突變體是顯性。當與阻褐基因結合的操縱基因位點受到突變的破壞時，另一個在細胞內有效的位點會繼續進行基因表現。
這個實驗最尖端的地方是使用有標記的操縱子來分別兩個lac基因的複製本，從而顯示了沒有調控的基因就是位於突變操縱基因旁邊（(g)）。例如，假設其中一個複製本是以不活躍lacZ的突變來作標記，使之只能生產LacY蛋白質；而另一個複製本帶有影響lacY的突變體，而只能生產LacZ。在此，只有鄰接突變操縱子的乳糖操縱子的複製本會在缺乏IPTG下被表現。這種操縱基因突變被稱為「順勢顯性」，即對野生型帶有顯性但只會影響與之鄰接的操縱子。
但是，這個實驗的重要性卻容易令人誤解。因為它先描述了实验，然后对实验结果进行了解释。但事实上是先有的模型，然后为验证模型而做的实验。賈克柏及莫諾首先以操縱基因的特徵想象DNA位點的存在，並設計這個實驗來作出證明。
操縱基因突變體的顯性亦顯示了選擇它們的步驟。若從野生型中以phenyl-Gal選擇了調控突變體，操縱基因突變體則很難與阻褐基因突變體作出比較，原因是目標數量太少。但若從帶有兩個lac基因複製本的菌株開始，則阻褐基因突變體不會復原，這是因野生型基因會產生野生型顯型。相反，操縱基因突變體會較多。

## 環一磷酸腺苷調節
方斯華·賈克柏及賈克·莫諾使用的微生物是在實驗室很普遍的大腸桿菌，但很多發現的基本調控觀念都是其他生物細胞調控的基礎。當中最主要的，就是蛋白質並不是當它們需要時才合成的：大腸桿菌為保存細胞資源及能量，在不需要代謝乳糖的情況下（如當其他醣，包括葡萄糖存在時），不會生產那三種Lac蛋白質。最重要的問題是大腸桿菌如何控制基因來反應代謝的需要。
當第二次世界大戰時，莫諾測試了多種醣組合作為大腸桿菌的效用。他發現細菌在兩種不同的醣下會有兩個階段的生長。例如，若同時提供葡萄糖及乳糖時，葡萄糖會被首先代謝（第一生長階段，見圖2），而接著是乳糖（第二生長階段）。這種現象稱為二次生長。

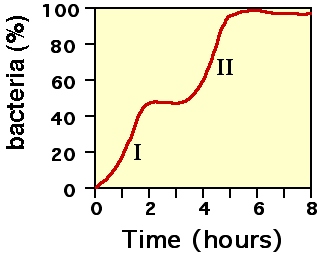
圖2：莫諾的二次生長曲線

乳糖的代謝並不會在二次生長曲線的第一部份出現，因為當葡萄糖及乳糖都同時存在時，β-半乳糖苷酶並未製造。
這個生長曲線的解釋並非如經典模型所述，卻是由於額外的lac基因突變體所造成。另外兩種基因（cya及crp）的突變體當在IPTG環境下會令基因表現下降，縱然是帶有阻褐基因或操縱基因突變體的菌株。於1957年在真核生物上及十年後在大腸桿菌發現環一磷酸腺苷（cAMP）後，顯示了透過加入cAMP，可以對這其中一種基因造成突變損壞，並使菌株回復至完全活動。
cya基因為製造cAMP的腺苷酸環化酶編碼。而cya突變體在缺乏cAMP下使lacZYA基因的表現比正常下降十倍。加入cAMP可以修正這種cya突變體低Lac表現的特徵。另一個基因crp為一種稱為代謝產物激活蛋白（簡稱CAP）或代謝產物阻遏蛋白（簡稱CRP）編碼。
這種雙重調控降低乳糖代謝酶的生產，而乳糖阻礙了LacI與操縱基因的結合。但當高cAMP濃度時，在存有乳糖的環境下，就會出現高度的表現。為了要容許在葡萄糖消耗後，一些乳糖可以在lac表現完全活躍前得到代謝，這種少量的酶生產是必須的。
總括而言：
- 當缺乏乳糖時，仅生產少量的酶（操縱基因與LacI結合）。
- 當存有乳糖，而同時亦有其他首選的碳源（如葡萄糖）時，仅生產少量的酶（LacI沒有與操縱基因結合）。
- 當乳糖是首選的碳源時，cAMP-CAP會與啟動子結合，Lac酶的生產會最大化。

但為何在兩個生長階段之間會有一段阻延呢？首先，CAP調控蛋白需要在lac操縱基因上組合，以增加生產lac的mRNA。更多的lac mRNA複製本須在大量LacZ及LacY複製本下生產。經過一段時間後，乳糖代謝酶的水平上升，細菌會進入新的急速生長期。
代謝產物阻遏產生兩個難題，就是怎樣cAMP水平實際地加入葡萄糖的環境中，而另一個則是為何細胞須平均處理。當乳糖在分開後，它其實是葡萄糖及半乳糖。在代謝上來說，乳糖與葡萄糖同樣是一個好的碳源及能源。cAMP水平不是與細胞內的葡萄糖水平有關，卻是與葡萄糖運送率有關，並影響著腺苷酸環化酶。再者，葡萄糖運送亦導致阻礙乳糖透性酶。為何大腸桿菌會以此運作，這只能作出猜測。所有腸道菌科細菌將葡萄糖及酵，這表示牠們經常處理葡萄糖。這可能是在運送或代謝乳糖上會產生小許分別，並使細胞這樣來調控乳糖操縱子。

## 阻遏基因的多聚性質
乳糖抑制子是一個由完全一樣的子單元构成的四聚体。每一個子單元包含一個能與DNA結合的螺旋纏繞螺旋的基本圖形。與阻遏基因結合的操縱基因位點是一個有著倒轉重複對稱的DNA序列。這兩個操縱基因的DNA半位點會與四聚物阻遏基因的子單元結合。雖然其他兩個子單元並不會做任何事，但其原因很多年來卻不清楚。
但最後發現的是兩個額外的操縱基因都會涉及調控lac。其中一個（O3）在LacI基因的尾巴，而其他（O2）約位於lacZ早段下游的400 bp位置上。這兩個位點在早期的研究上並未被發現，因為它們有著多餘的功能及個別的突變並不太會影響阻遏。對於O2或O3的個別突變只有兩或三疊的影響。但是O2及O3同時的突變會明顯地減低阻遏（約為70疊）。
在現時的模型，阻遏基因是同時與主要操縱基因O1及O2或O3結合。介入的DNA從複合物迴圈向外。這兩個操縱基因的多餘性質顯示了它們並非獨特重要的迴圈複合物。這個系統的運作是透過系鏈來促成。若已結合的阻遏基因暫時從O1釋放，與另外的操縱基因結合可以將它維持在附近，並可以立刻重新結合。這可以增加O1阻遏基因的親和力。

## 誘導機關
阻遏基因是一個異構蛋白。阻遏基因在其中一個形式是能夠與操縱基因結合，而在另一個形式則不能。根據傳統的誘導的模型，誘導物，無論是異乳糖或IPTG與阻遏基因的結合都會影響阻遏基因在這兩種形式的分佈。所以，帶有誘導物的阻遏基因可以在非DNA結合構造中被穩定。但是，簡單的模型卻不能提供全面解釋，因為阻遏基因與DNA的結合較牢固，但卻在加入誘導物後經常被釋放。所以很明顯的阻遏基因亦可以在與DNA結合的同時與誘導物結合。但結合的機關卻仍不太清楚。